# Свети Атанасий (Вишни)
Вижте пояснителната страница за други значения на Свети Атанасий.
„Свети Атанасий Велики“ (на македонска литературна норма: „Свети Атанасиј“) е възрожденска църква в стружкото село Вишни, Република Македония. Църквата е част от Стружкото архиерейско наместничество на Дебърско-Кичевската епархия на Македонската православна църква – Охридска архиепископия.
Църквата е гробищен храм, разположен в западната част на селото. Изградена е в XIX век. В храма са мощите на Света Спасица Вишенска, почитана от местното население.